# Ixodes ricinus
Espèce
Synonymes
- Acarus ricinus Linnaeus, 1758

Ixodes ricinus est une espèce de tiques, un acarien, ectoparasite, venimeux de la famille des Ixodidae.
Appelée tique du mouton et autrefois aussi tique du chien (nom source de confusion car également donné à deux autres espèces de tique : Dermacentor variabilis et Rhipicephalus sanguineus), c'est la tique la plus fréquente en France.
Les populations de cette tique à corps dur semblent en augmentation depuis quelques décennies dans de nombreuses régions de l'hémisphère nord, et elles jouent un rôle écoépidémiologique qui semble important voire majeur dans la transmission de certaines maladies. Des progrès importants dans la connaissance de ce rôle ont été récemment permis par les techniques d'analyse de l'ADN du contenu stomacal des tiques qui renseignent sur les espèces-hôtes (source d'alimentation pour la tique) et sur les éventuelles co-infections par différentes espèces de pathogènes (notamment transmissibles à l'humain : par des rickettsies, par des borrélies).

## Distribution

Distribution

Cette espèce se rencontre en zone paléarctique occidentale. Elle serait en expansion depuis une trentaine d'années,.

## Habitat
Cette espèce vit à proximité du sol (litière et herbacées, parfois sur les basses branches d'arbres ou buissons) dans les forêts, bois, haies et zones boisées ou là où elle a pu être transportée par des animaux tels que cervidés ou sangliers.

Elle est largement distribuée en Europe, de l'Afrique du Nord à la Scandinavie et de l'Irlande à la Russie centrale, (avec d'importantes variations spatiotemporelles par exemple en Irlande, au Royaume-Uni, et en Suisse).

En Suisse, sa répartition a été documentée jusqu'à une altitude de 1 450 mètres.

## Description

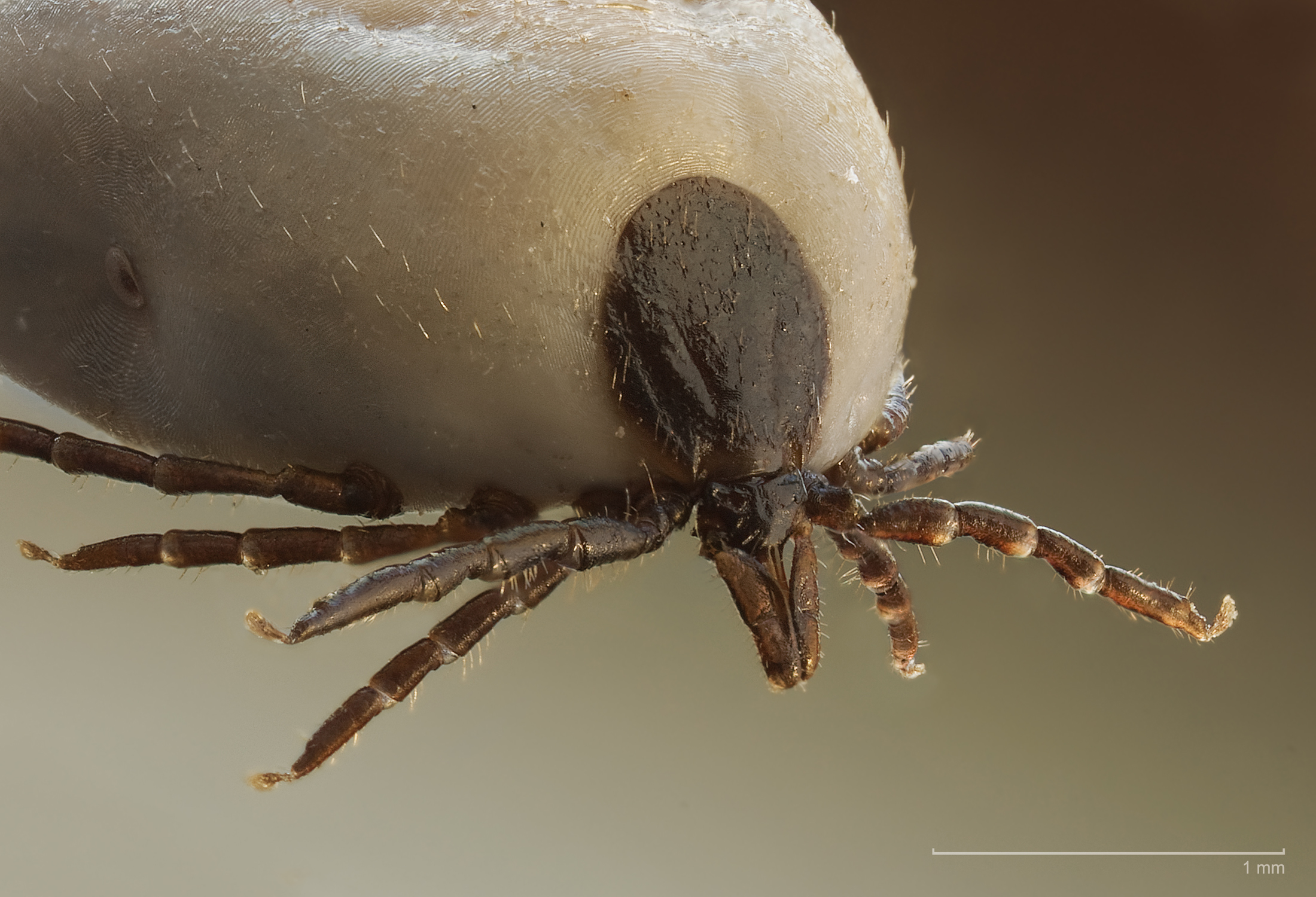
Ixodes ricinus (femelle presque gorgée de sang)

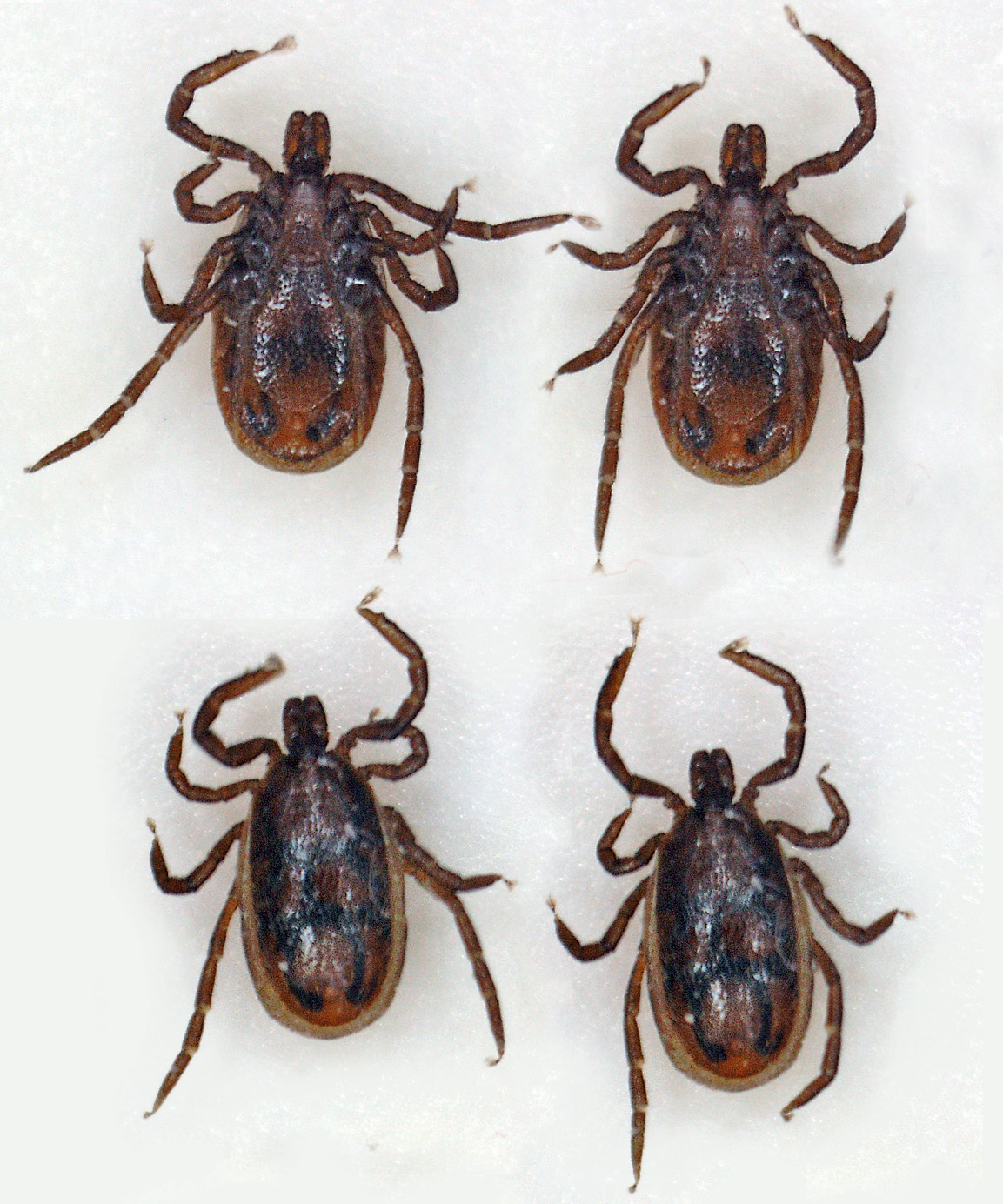
Mâle (vu de dessous et de dessus) ; légèrement plus petit que la femelle à jeun

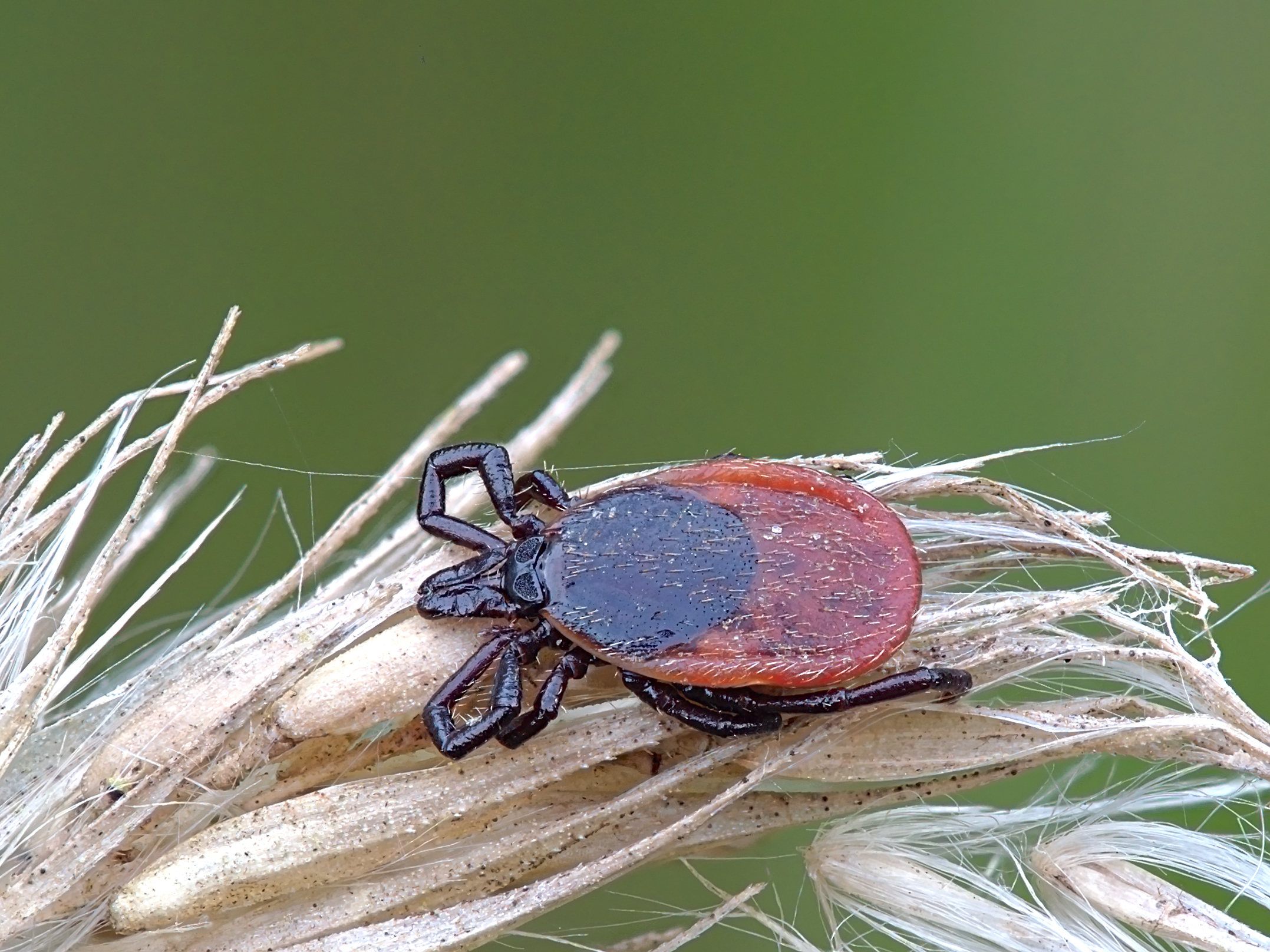
Ixodes ricinus (femelle)

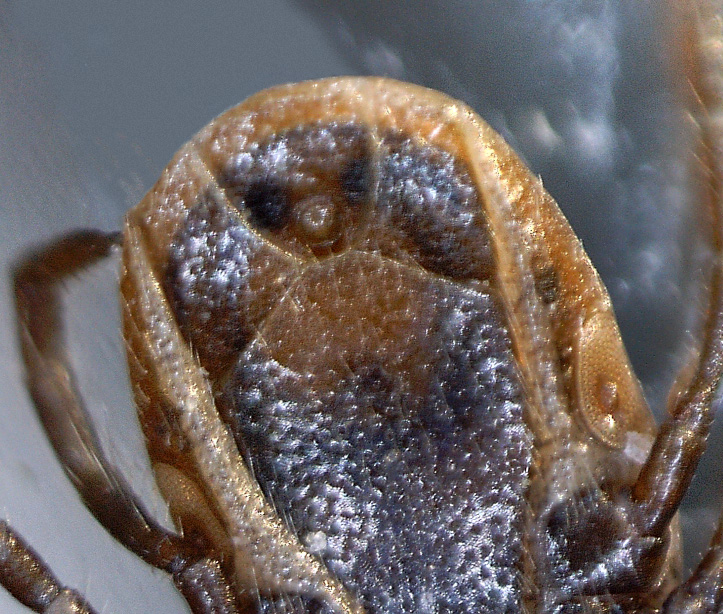
Face ventrale et anus du mâle

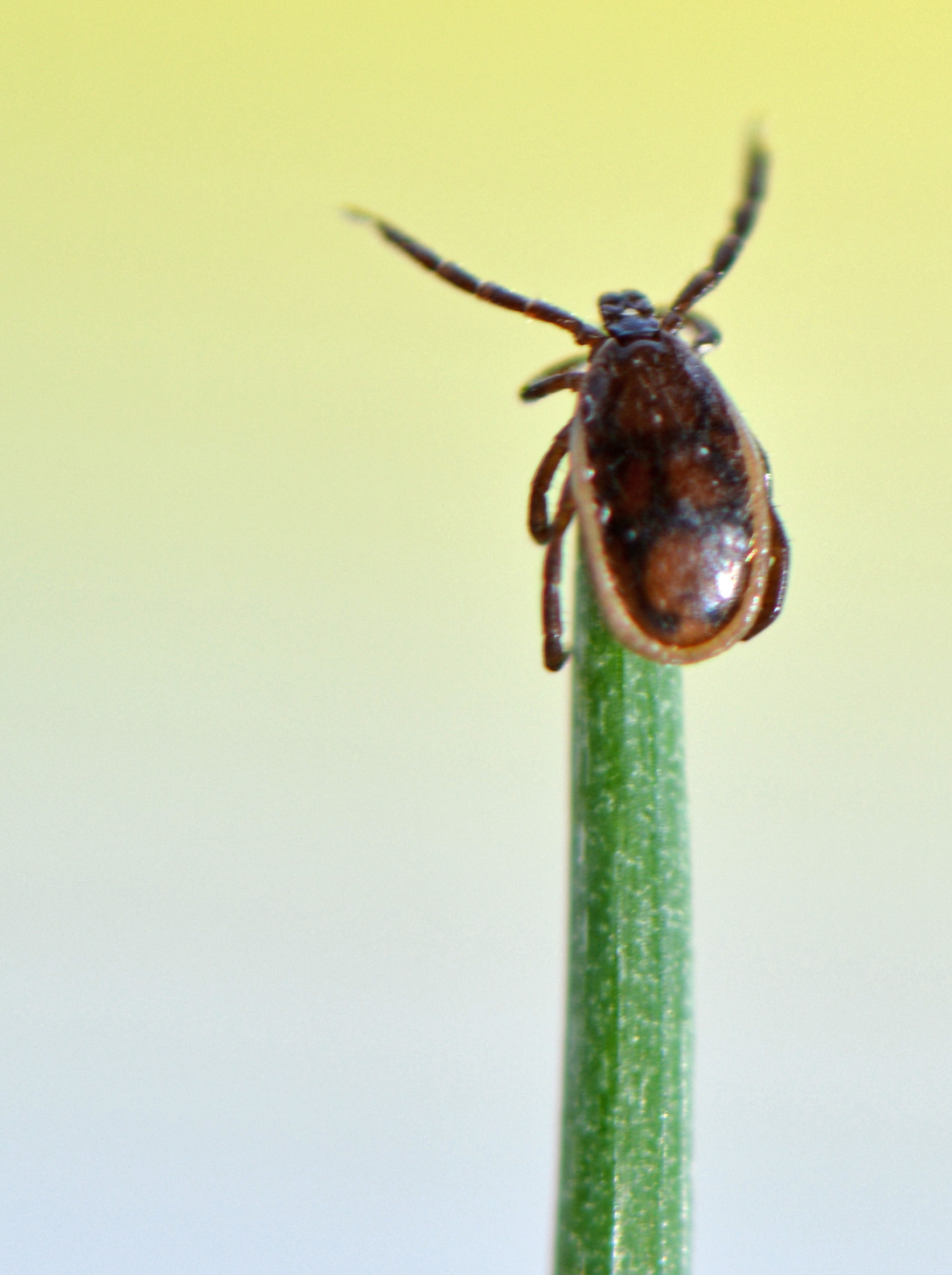
Mâle en position d'exploration de son environnement

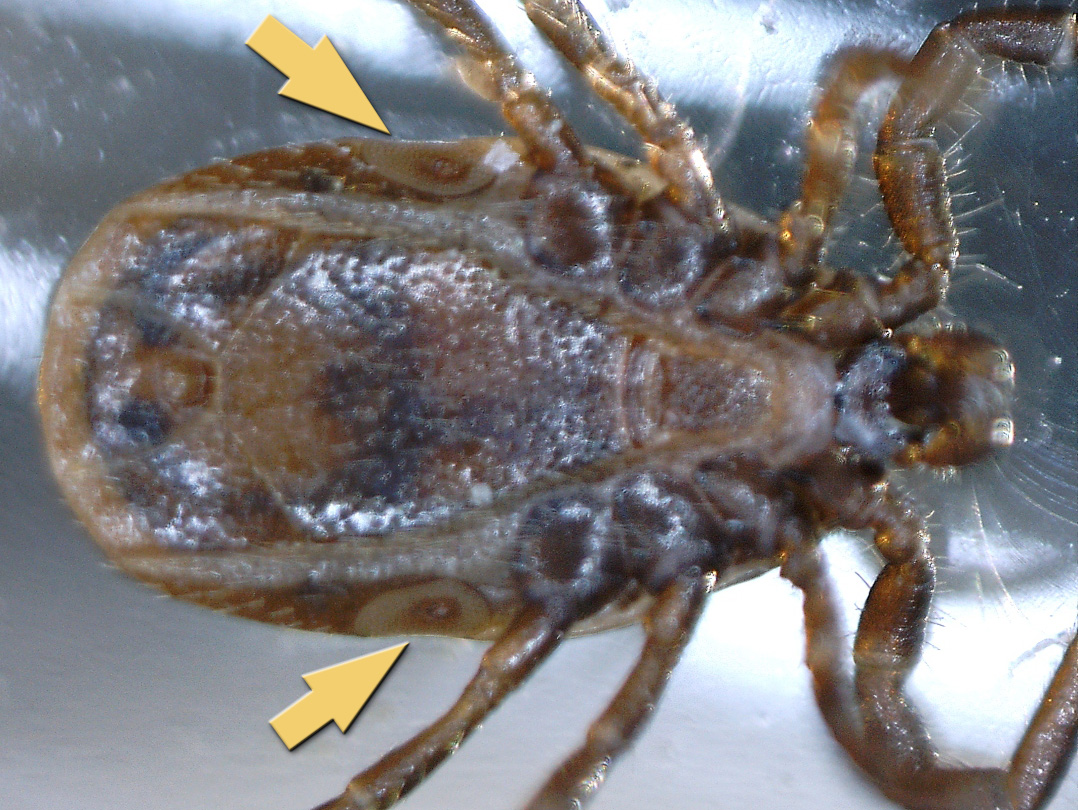
Les spiracles sont les entrées de l'organe respiratoire de la tique (protégée par une plaque criblée de petits tubes qui limitent la perte d'eau pour l'animal)

Cette espèce est dépourvue d'yeux, mais elle semble pourtant pouvoir se diriger et même cibler des proies ou certaines zones du corps où la peau est plus fine quand elle est entrée en contact avec une proie.
Ces acariens sont pourvus de cellules jouant un rôle similaire à celui de l'odorat (sur une patte) et de cellules photosensibles sur les deux flancs de l'animal. L'animal sait ainsi s'il fait jour ou nuit, et peut détecter des mouvements d'animaux s'ils interceptent la lumière qui arrive à la tique.

## Prédateurs
Ces tiques (et leurs larves) peuvent être consommées par des oiseaux, des reptiles et des petits mammifères, mais elles semblent aussi dans la nature surtout contrôlées par des parasites et divers microorganismes pathogènes, dont :
- des champignons (dont Metarhizium anisopliae, Beauveria bassiana, Paecilomyces fumosoroseus, qui s'avèrent en laboratoire très efficacement mortels pour les tiques en 5 à 25 jours…) Des blastospores pourraient être plus efficaces que des conidiospores pour le contrôle biologique des tiques.[réf. nécessaire]
- des nématodes (ex. : Steinernema spp. et Heterorhabditis sp. qui sont capables d'inoculer leurs bactéries symbiotes (Xenorhabdus, Photorhabdus) qui tuent rapidement la tique ainsi coparasitée. Ces bactéries liquéfient l'intérieur de la tique que les nématodes peuvent ensuite digérer. Les nématodes ne se reproduisent pas dans la tique, mais ensuite dans l'eau interstitielle du sol ou dans le sol humide). In vitro, 10 à 40 % des tiques femelles non alimentées et contaminées meurent ; S. carpocapsae semblant être le nématode le plus souvent mortel pour ces tiques, d'autant plus que le taux d'infestation est élevée (deux fois plus de mortalité avec un « ensemencement » de 600 nematodes/cm2 de substrat que pour 300 nematodes/cm2.
- des guêpes parasitoïdes qu'on voudrait aussi utiliser pour la lutte biologique contre les tiques mais qu'on ne sait pas encore élever en masse (ex. : Ixodiphagus hookeri (Encyrtidae) et Ixodiphagus caucurtei[15]).

La régression de ces prédateurs pourrait contribuer à une augmentation des populations de tiques.

## Rôle dans la santé publique
Sa nymphe et surtout l'adulte s'attaquent volontiers à l'humain. I. ricinus est l'une des quelques espèces de tiques qui peuvent transmettre certaines maladies (parasitoses) à l'humain, comme la maladie de Lyme et l'encéphalite à tique (ou méningoencéphalite verno-estivale), l'encéphalite virale ovine (louping ill) chez le mouton, et plus rarement la tularémie (ou fièvre du lapin) ou la fièvre Q (infection par la bactérie Coxiella burnetii).

### Allergies
Cette espèce (comme d'autres espèces de tiques s'attaquant à l'humain) peut être source d'au moins deux types d'allergies :
- allergie à la salive de tique ;
- allergie à la viande.

### Pathogénicité et interactions durables avec les Borrélies
Ixodes ricinus, comme toutes les tiques, se développe en passant par plusieurs stades. Elle doit se nourrir de sang. Les individus de chaque stade partent donc en quête d'une proie à parasiter. La quête se fait durant la belle saison, de mai à septembre essentiellement avec des variations selon la latitude et l'altitude. Le suivi de cette espèce en Suisse (depuis 1996) a montré que cette espèce est très sensible au climat et en particulier à la douceur des températures hivernales et aux températures nocturnes de la belle saison.
Ainsi, les tiques de l'ouest de la Suisse escaladent les herbacées et entament leur quête de proie dès février si la température moyenne de janvier dépassait 4 °C, mais elles n'apparaissent qu'en mars si cette même température n'a pas dépassé 2 °C. Au-delà d'une certaine altitude, elles ne survivent pas.
Au début des années 2000, Jean-Luc Perret a montré que les déplacements des nymphes sont essentiellement nocturnes et qu'ils sont fortement influencés par les conditions thermohygrométriques, avec deux précisions écoépidémiologiquement importantes :
- en laboratoire, ces déplacements doublent (en moyenne) quand la température passe de 15 à 25 °C (la tique effectue un trajet moyen de 44 cm/nuit par une humidité correspondant à une température de 15 °C, à 110 cm dans un air plus sec à 25 °C. En condition de laboratoire, certaines tiques ont ainsi parcouru jusqu'à 9,6 mètres en une nuit ;
- de plus, Jean-Luc Perret a noté que quand l'atmosphère est plus sèche et plus chaude, les déplacements de cet arthropode sont très exacerbés s'il est infecté par certains spirochètes ; Ainsi, les tiques infectées par Borrelia Burgdorferi (sensu lato), qui est l'agent bactérie responsable d'une grande partie des maladies de Lyme en Amérique du Nord se déplaçaient plus souvent et sur de plus grandes distances que les tiques non infectées, ce qui est a priori favorable aux chances que la bactérie a d'infecter un nouvel hôte-réservoir puis d'autres tiques. Il est ainsi possible qu'il existe une interaction durable résultant de la coévolution des spirochètes et des tiques et peut-être d'espèces-hôtes qui ait rendu le parasite capable de contrôler une partie du comportement de l'arthropode. C'est un phénomène connu chez d'autres espèces.

Le drainage des forêts, et leur déshydratation par les routes qui les traversent et par les coupes rases, combinés au réchauffement climatique pourraient donc exacerber la circulation des tiques et les "chances" qu'elles ont de contacter de nouvelles espèces réservoir et d'ainsi étendre les zones où la maladie est endémique.
L'impact du climat sur les tiques (dont I. ricinus) est encore débattu, mais la population suédoise de l'espèce I. ricinus est en nette extension vers le nord et vers l'ouest, selon un schéma spatiotemporel qui évoque une relation avec le réchauffement climatique,.
Le microclimat et le climat régional exercent une influence importante sur la durée de la quête. Les nymphes d’Ixodes ricinus restent à l'affût pendant 20 heures dans des conditions sèches, mais elles sont capables de patienter jusqu'à 40 heures sitôt que l'humidité et la température augmentent. Passé ce délai, elles reviennent au sol pour se réhydrater dans la litière humide. Une fois requinquée, parfois dès la nuit suivante, la tique se met spontanément en route pour trouver une place idéale dans la perspective d'une nouvelle quête.
Des tests sont faits sur le terrain (université de Bourgogne – IRD) pour étudier la spécificité des sexes vis-à-vis des hôtes vertébrés d’Ixodes ricinus.

### Tiques vectrices de pathogènes multiples et co-infections
Le portage de plusieurs pathogènes n'est pas rare chez les tiques. En France, dans les Pyrénées, une étude des tiques errantes en 2019 a montré que la prévalence des pathogènes était de 8,4 % pour Borrelia burgdorferi s.l., 0,4 % pour Babesia spp., 6,1 % pour Anaplasma phagocytophilum, 17,6 % pour Rickettsia spp. et 8,1 % pour Rickettsia du groupe de la fièvre pourprée. La présence de Babesia sp. EU1, Rickettsia helvetica et, pour la première fois en France, Rickettsia monacensis a été montrée.
Chez 1 000 spécimens d'Ixodes ricinus prélevés dans une zone de loisirs boisée de Thuringe (Allemagne), on a recherché des Borrelia spp., Babesia spp., Anaplasma spp., Rickettsia, Coxiella burnetii, et Francisella tularensis. 43,6 % de ces 100 tiques étaient infectées par au moins un de ces pathogènes. Et, dans 8,4 % des cas, deux pathogènes différents coexistaient dans la tique (et 3 ou plus dans 1,6 % du lot étudié).
Le groupe de travail "Tiques et Maladies à Tiques" du Réseau Écologie des Interactions Durables (REID) s'intéresse en France aussi à l' « écologie intra-tique » des micropathogènes véhiculés par les tiques, et en particulier aux phénomènes de co-infections et de conflits entre pathogènes se développant à l'intérieur d'Ixodes ricinus ou ingérés par cette dernière et y survivant en étant capables d'interagir avec d'autres pathogènes.
I. ricinus et quelques autres espèces (Ixodes hexagonus, Dermacentor reticulatus, Rhipicephalus bursa et Ornithodoros savignyi…) pourraient aussi jouer un rôle important dans la conservation hivernale de virus réputés transmis par d'autres vecteurs (moustiques et culicoides) ; on a ainsi démontré (étude par PCR en temps réel) chez Ixodes ricinus et d'autres espèces que ces tiques contaminées par des orbivirus lors d'un repas de sang voyaient le virus traverser leur barrière intestinale et diffuser dans l'hémolymphe vers les glandes salivaires et les ovaires. 3 semaines après nourrissage, le virus BTV8 était par exemple trouvé dans beaucoup de tissus et organes des tiques dures (contre 26 jours pour les Ornithodoros).

Et le virus persistait bien dans la tique après chaque mue (« passage transstadial »).

Un passage transovarien (⇒ passage du virus à la descendance) est même observé en laboratoire chez les tiques molles (alors qu'il n'a jamais pu être observé chez les culicoides vecteurs du virus Blue tongue) laissant penser que certaines tiques ont un réel potentiel vectoriel. Ceci expliquerait aussi l'énigme de la survie hivernale de certains virus en Europe. En effet, des années 1970 à 2000 on admettait que le principal vecteur européens du virus BTV8 était être Culicoides dewulfi, et Culicoides chiopterus (Nevill 1971; Wilson et al. 2008), or le virus ne semble pas pouvoir survivre chez ces espèces en hiver en Europe du Nord-Ouest.
Les capacités vectorielles d'une tique molle (Ornithodoros coriaceus) avaient d'ailleurs déjà été expérimentalement démontrées pour le BTV (Bluetongue Virus) en 1985, avec une contamination via alimentation sur membrane artificielle ou sur des moutons ou bovins infectés. Elles s'étaient montrées capables de transmettre le virus.

### Maladie de Lyme
La maladie de Lyme semble émergente et en rapide augmentation. Elle touche ceux qui vivent et travaillent en forêt, mais aussi un nombre croissant d'urbains piqués par des tiques, en vacances ou lors de promenades dominicales. La fréquence des promenades en forêt, et une prolifération des tiques probablement favorisée par les dérèglements climatiques et par certaines modifications écopaysagères dans de nombreuses régions boisées ou forestières de l'hémisphère nord semblent pouvoir expliquer une augmentation des cas de cette maladie ;
- régression des parasites et entomopathogènes qui devraient normalement décimer une partie des populations naturelles de tiques,
- augmentation de populations-réservoirs (micromammifères…)
- augmentation d'espèces porteuses de borrélies pathogènes (espèces-gibier dont cervidés et sangliers qui peuvent rapidement les véhiculer sur de grandes distances) et qui sont sur-favorisées par l'agrainage et par le recul ou la disparition de leurs prédateurs sauvages qui n'éliminent donc plus les animaux malades ou les plus parasités.

Selon une étude suisse publiée en 2004, le taux de tiques infectées et le nombre de tiques varie sensiblement selon les années et selon le gradient altitudinal, mais (à titre d'exemple et pour cette zone et période d'étude) :
- plus l'altitude est basse, plus les tiques sont nombreuses à être infectées, et plus élevée est la diversité de borrélias trouvées ;
- les adultes sont plus nombreux à être infectés que les nymphes (30 % des adultes (qui se sont plus souvent nourries sur des mammifères tels que chevreuil, sanglier ou lapin) étaient infectés contre 21 % des nymphes, qui se nourrissent plutôt sur des oiseaux et micromammifères) ;
- plus il y a de tiques adulte dans l'environnement, plus les tiques sont infectées par B. burgdorferi chez les adultes, mais non chez les nymphes, ce qui laisse penser que le degré de prévalence de l'infection chez les espèces réservoir est écoépidémiologiquement important ;
- cinq espèces de borrelies ont été trouvées :  B. garinii, B. burgdorferi (sensu stricto), B. afzelii, B. valaisiana, et B. lusitaniae.
- 5 tiques sur 140 infectées étaient infectées par deux espèces différentes de borrélias.

Au Pays basque espagnol, une étude a recherché des Borrélias chez 7 835 tiques (Ixodes spp., de huit espèces différentes). Un peu moins de 12,5 % des I. ricinus adultes en portaient, contre seulement un peu plus de 0,6 % des nymphes. Deux ans plus tard, 1535 tiques ont été collectées sur 10 zones, là où I. ricinus était l'espèce dominante. Des tiques infectées ont été trouvées dans toutes les zones (9,3 % des adultes et 1,5 % des nymphes). Neuf isolats de B. burgdorferi ont été trouvés, appartenant à quatre espèces différentes (B. burgdorferi sensu stricto, B. garinii, B. valaisiana, et B. lusitaniae), ce qui laisse penser que la maladie de Lyme peut aussi s'exprimer dans ces régions.

## Propriétés de la salive
La dangerosité de la tique est favorisée par les propriétés anesthésiantes de la salive : il arrive régulièrement que des personnes soient porteuses de tiques se gonflant de sang, sans aucun avertissement sensoriel. Un examen minutieux de la peau s'avère utile après des randonnées dans les herbages, les régions buissonneuses ou les forêts susceptibles d'héberger le parasite. De plus la salive contient des substances capables d'inhiber la coagulation du sang. Cette propriété est mise à profit par des équipes de chercheurs afin de mettre au point un anti-thrombotique injectable et ne provoquant pas de saignement .

## Publication originale
- (la) Linnaeus, 1758 : Systema naturae per regna tria naturae, secundum classes, ordines, genera, species, cum characteribus, differentiis, synonymis, locis, ed. 10 (texte intégral).